# フリッツ・ティッセン

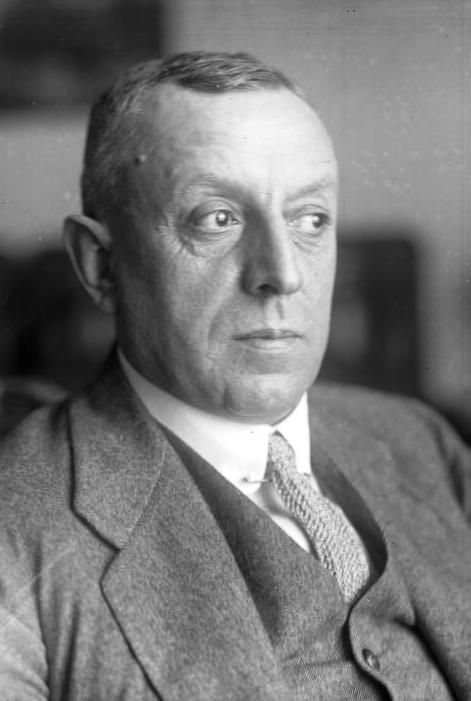
1928年のフリッツ・ティッセン

フリッツ・ティッセン（ドイツ語: Fritz Thyssen、1873年11月9日-1951年2月8日）は、ナチス（ナチ党）の最大のパトロンだったドイツの実業家。
ドイツ最大の鉄鋼トラスト合同製鋼の会長でルール地方の鋼鉄王として知られた。

## 経歴

### ナチ党のパトロンとして
1873年11月9日、大実業家アウグスト・ティッセンの息子としてミュールハイムに生まれた。父は敬虔なカトリックで中央党の支持者だったが、第一次世界大戦後に中央党がヴェルサイユ条約を支持したことに反発して離党した。
フリッツも民族主義者であり、1923年に「ドイツのヴェルサイユ条約不履行」を理由にフランス軍がルール地方を占領した際には受動的抵抗を指導し、フランス当局によって逮捕されている。この1923年にナチ党党首ヒトラーの演説を聞き、ナチ党に関心を持ち、ルーデンドルフを通じてナチ党に巨額の献金をするようになった。
父の事業を継承し、1926年にはドイツ最大の鉄鋼トラスト合同製鋼を創設。ナチ党幹部ゲーリングと親しくなったことやヤング案反対闘争でナチ党への共感を深め、1931年12月にナチ党に入党した。
ミュンヘンにあるナチ党本部褐色館の維持費やナチ党の選挙資金も彼が拠出した。
ナチ党が政権を獲得した後の1933年9月にプロイセン州首相ゲーリングよりプロイセン州枢密顧問官に任じられた。11月12日の総選挙ではデュッセルドルフ東部選出の国会議員に選出された。

### ナチ党からの離反
しかし1930年代後半頃からヒトラーの再軍備計画が自分の思い通りにならなかったことや、ナチ党の反カトリック政策や反ユダヤ政策などに反感を持つようになった。
ティッセンは、スイス（ついでフランス）へ逃げると、ヒトラーに1939年12月28日付けで手紙を送った。その中で彼は、保守派のパーペンの解任、キリスト教会迫害、1938年11月9日の水晶の夜事件でのユダヤ人に対する暴力や財産没収、独ソ不可侵条約、ポーランド侵攻などを批判した。そしてその手紙の最後には「貴方の政策は『ドイツの滅亡』で終わるでしょう」と書いた。
ヒトラーはこれに激怒し、ゲーリングを呼びだすと「君の親友ティッセンのことだが、奴が何をしたか君は知っているか。我々から逃げ出したのだ。」と怒りを露わにした。ゲーリングは「フリッツは疲れてるんですよ。精神が錯乱したに違いありません。私に任せてください。連れ戻しますから」と答えて退出すると、さっそくティッセンの亡命先を調べさせて連絡を取り、「これまでの態度を取り消せばヒトラーは許してくれるから」と述べて帰国を勧めたが、ティッセンは「私はここでナチズムの終焉を見届けるつもりだ」と返答して拒否した。
結局ティッセンはドイツ市民権を剥奪され、ドイツ国内に残る財産は没収された。亡命時代には『私はヒトラーに支払った』という回顧録の作成に関与した。ティッセンは最初の9章分を口述によって執筆し、残りの部分は編集者によって作成された。この本はティッセンを著者として1941年に発表されている。
第二次世界大戦中、彼の亡命先のフランスはドイツに敗れたため、危機的状況に陥った。しばらくは非占領地域（ヴィシー政府領）の方にいたが、結局ヴィシー政府警察に逮捕されてナチスに引き渡された。2年間はベルリン近くの療養所で軟禁され、その後ドイツの敗戦まで強制収容所に収容されていた。
戦後は非ナチ化裁判を受け、ナチスの支援者としてドイツ国内の財産のうち15％を没収された。1950年には南米へ移住し、1951年2月8日、アルゼンチンのブエノスアイレスで死去した。